# Ayça Miraç
Ayça Miraç (* 1986 in Gelsenkirchen) ist eine deutsch-türkische Jazzmusikerin (Gesang, Komposition).

## Leben und Wirken
Miraç wuchs in Deutschland und der Türkei als Kind des türkischen Dichters Yaşar Miraç und einer Mutter lasischer Herkunft auf.  Schon früh sang sie in einem Chor und erhielt Ballett- sowie Klavierunterricht; ihr Großvater in Istanbul vermitteltete ihr klassische türkische Musik. Nach dem Abitur am Gelsenkirchener Grillo-Gymnasium studierte sie am ArtEZ Conservatorium in Enschede.
Miraç sang zunächst auf Türkisch und auf Englisch. 2009 gab sie mit ihrer Gruppe Lazcaz Konzerte in der Türkei. Sie absolvierte ein Masterstudium an der Folkwang Universität der Künste in Essen. 2016 gründete sie ihre Band Lasjazz, zu der Philip Grussendorf (Kontrabass), Henrique Gomide (Klavier) und Marcus Rieck (Schlagzeug) gehören. 2018 erschien ihr Debütalbum bei Jazzhaus Records, auf dem erstmals Jazzsongs auf Lasisch enthalten waren. 2019 gewann sie mit ihrer Band den Musikpreis creole NRW.